# Ходынские военные лагеря

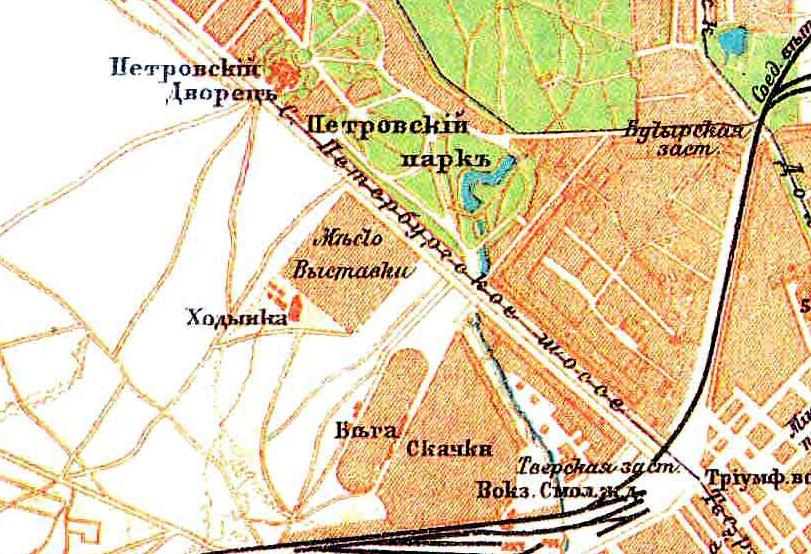
Ходынское поле на карте окрестностей Москвы. 1895 год

Ходынские военные лагеря — летние лагеря войск Московского гарнизона на Ходынском поле.

## История
Ходынский лагерь был создан в первой половине XIX века как место лагерной стоянки расположенных в Москве и её окрестностях войск. Собственно Xодынские военные лагеря располагались в восточной части поля, а в его западной части были оборудованы артиллерийский полигон и стрельбище. Семьи офицеров жили в соседнем селе Всехсвятском.
В конце XIX века на Ходынском поле были построены Николаевские казармы. В 1903 году через поле по соседству с лагерями прошла линия Окружной железной дороги. 17 июня 1910 года, накануне Первой мировой войны, близ лагерей созданы аэродром, ангары и мастерские, объединённые в авиапарк. Это произошло, когда Общество воздухоплавания объявило о положительном решении штаба Московского военного округа по выделению земли на территории Ходынского поля под лётное поле.
При советской власти здесь находился Центральный аэродром имени Фрунзе. В дни Октябрьских боёв 1917 года солдаты 1-й запасной артиллерийской бригады, стоявшей в Ходынских военных лагерях, и солдаты авиапарка охраняли Моссовет, а лётчики авиаотряда совершили облёт Александровского военного училища. Затем в Ходынских военных лагерях размещались части Красной Армии. 1 мая 1918 года Владимир Ленин присутствовал здесь на первом военном параде. 2 августа 1918 года он выступал на митинге, а 15 июля 1919 года произнёс речь на конференции красноармейцев Ходынских военных лагерей. 3 мая 1922 года с центрального аэродрома начали выполняться первые в истории России международные авиаперелёты по маршруту Москва — Кёнигсберг — Берлин. 15 июля 1923 года начались и первые регулярные внутригосударственные пассажирские рейсы Москва — Нижний Новгород. Начиная с 1930-х годов, территория лагерей застраивается жилыми домами и промышленными предприятиями.